# Chicago Boys
Chicago Boys (em português:  Garotos de Chicago) foi um grupo de aproximadamente 25 jovens economistas chilenos que formularam a política econômica da ditadura do general Augusto Pinochet. Foram os pioneiros do pensamento neoliberal, antecipando no Chile em quase uma década medidas que só mais tarde seriam adotadas por Margaret Thatcher no Reino Unido.
A maioria destes economistas receberam sua instrução econômica básica na escola de economia da Pontifícia Universidade Católica do Chile, e foram mais tarde estudantes de pós-graduação na Universidade de Chicago. Foram os responsáveis pelo "Milagre do Chile", denominação dada pelo economista norte-americano Milton Friedman (The Miracle of Chile).
No Brasil, é comum que a alcunha de Chicago Boy seja dada na mídia a economistas que tenham formação na Universidade de Chicago, mesmo que fora do contexto chileno. Como exemplo, destacam-se o ex-ministro da Economia, Paulo Guedes (que lecionou na Universidade do Chile durante a ditadura de Pinochet) e o ex-ministro da Fazenda Joaquim Levy .

## Os principais
Os principais Chicago Boys que atuaram no Chile durante o regime de Pinochet foram:
- Jorge Cauas (Ministro das Finanças, 1975 - 1977)
- Sergio de Castro (Ministro das Finanças, 1977 - 1982)
- Pablo Baraona (Ministro da Economia, 1976 - 1979)
- José Piñera (Ministro do Trabalho e Aposentadorias, 1978-1980, Ministro das Minas, 1980-1981)
- Hernán Büchi (Ministro das Finanças 1985 - 1989)  (embora tenha realizado seu Ph.D. na Columbia University).
- Alvaro Bardón (Ministro da Economia, 1982-1983)
- Juan Carlos Méndez (Diretor do Orçamento, 1975-1981)
- Emilio Sanfuentes (Conselheiro Econômico do Banco Central)
- Sergio de la Cuadra (Ministro das Finanças, 1982-1983)
- Miguel Kast (Ministro do Planejamento, 1978-1980)
- Martín Costabal (Diretor de Orçamento, 1987-1989)
- Juan Ariztía Matte (Superintendente do Sistema de Previdência Privada 1980-1990)